# Berliner Burschenschaft Arminia
Als Berliner Burschenschaft Arminia werden zwei Burschenschaften bezeichnet, die sich auf eine am 2. Juni 1818 gegründete Studentenverbindung an den Berliner Universitäten berufen. Mit anderen Burschenschaften war sie an der Gründung verschiedener burschenschaftlicher Verbände – wie dem Eisenacher Burschenbund und dem Allgemeinen Deputierten-Convent – beteiligt.
Die Berliner Burschenschaft Arminia spaltete sich 2006 in zwei Burschenschaften auf, wobei der eine Teil die Deutsche Burschenschaft (DB), die einen völkischen Nationalismus vertritt, verließ und als reiner Altherrenverband fortbesteht. Der andere Teil ist Mitglied der DB und der am äußersten rechten Rand des Korporationsstudententums angesiedelten Burschenschaftlichen Gemeinschaft (BG).

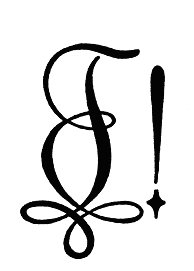
Zirkel der Berliner Burschenschaft Arminia

## Geschichte

### Alte Berliner Burschenschaft
Nach den Befreiungskriegen und der Rückkehr der Studenten an ihre Hochschulorte griff der burschenschaftliche Gedanke von Jena ausgehend in ganz Deutschland um sich (siehe Geschichte der Studentenverbindungen, Urburschenschaft). Darauf basierend wurde am 2. Juni 1818 auch in Berlin die Berliner Burschenschaft u. a. von Adolf Lette, Ludwig Christ und Karl von Wangenheim gegründet, die schon nach kurzer Zeit über 50 Mitglieder besaß. In folge der Karlsbader Beschlüsse 1819 wurde sie aufgelöst, bestand aber im Geheimen als Konviktorium weiter, bevor sich dieses am 18. Juni 1820 erstmals in Berliner Burschenschaft Arminia umbenannte. Die Arminia wurde im März 1821 behördlich aufgelöst, die Mitglieder taten sich daraufhin als Ehrengericht erneut zusammen bis am 30. Mai 1822 32 Mitglieder dieser Vereinigung von der Universität relegiert wurden und sie faktisch aufhörte zu existieren.
Burschenschaftlich gesinnte Studenten versuchten in den nächsten Jahren immer wieder den urburschenschaftlichen Gedanken weiter zu tragen, so als Alemannia in den Jahren 1832/33, ohne aber dauerhaft bestehen zu können. Um Ostern 1847 finden sich erneut Studenten mit burschenschaftlichen Idealen zusammen und gründen am 12. Juli 1848 eine Burschenschaft Teutonia mit den Farben violett-weiß-gold, die sich betont liberal-demokratisch gab und im Mai 1853 unter Einfluss der Reaktion verboten wurde. Ehemalige Teutonen schlossen sich daraufhin mit anderen Studenten am 12. Juli 1853 zur Burschenschaft Arminia zusammen, sie wählten die Farben rot-weiß-gold mit weißen Mützen. Diese Arminia verstand sich als Fortsetzung der Teutonia, konnte sich aber nicht halten und suspendierte im WS 1856/57.

### Burschenschaft Brandenburgia / Arminia
Am 12. November 1859 wurde in Berlin mit der Brandenburgia eine neue Burschenschaft – unabhängig von der Alten Berliner Burschenschaft – gegründet, allerdings ebenfalls die Farben rot-weiß-gold, wenn auch mit roten Stürmern, trug. Am 15. Mai 1860 erklärte sie sich zur Berliner Burschenschaft, jetzt mit den alten Burschenschaftsfarben schwarz-rot-gold. Die Berliner Burschenschaft übernahm das erhaltene Inventar der alten Teutonen und Arminen und musste sich nach Auseinandersetzungen mit der inzwischen unter Beteiligung ausgetretener Mitglieder entstandenen Germania ab 1864 wieder Brandenburgia nennen. Im selben Jahr war sie an der Gründung des Eisenacher Burschenbundes beteiligt, trat jedoch 1866 wieder aus diesem aus. Am 30. Juli 1875 wurde sie in Arminia umbenannt. An der Gründung des Allgemeinen Deputiertenconventes 1881 war sie ebenfalls beteiligt. Aufgrund Mitgliedermangels musste Arminia 1883 suspendieren, wurde jedoch noch im selben Jahr durch die Freie Burschenschaft Marchia wieder errichtet. 1885 erneut suspendiert und 1893 wiedereröffnet, wurde die Arminia 1898 von den Behörden aufgelöst, aber am 18. Dezember 1898 als Palaio-Teutonia erneut gegründet. 1901 konnte sie sich wieder in Arminia zurückbenennen.

Die Arminia als Mitglied der Deutschen Burschenschaft (1915)

Mit der Aufnahme einiger ehemaliger Mitglieder der Alten Berliner Burschenschaft anlässlich des 50. Stiftungsfestes 1909 wurde die Tradition der Alten Berliner Burschenschaft übernommen und das Stiftungsdatum 2. Juni 1818 angenommen.

Mit anderen gleichgesinnten Burschenschaften gründete die Arminia am 10. Januar 1920 die Rote Richtung, ein Kartell innerhalb der Deutschen Burschenschaft.
1932 trat das frühere RSC-Corps Cimbria geschlossen in die Arminia ein, deren Altherrenverband fortan den Namen Arminia-Cimbria trug.

### Geschichte des Corps Cimbria

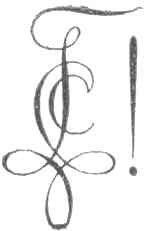
Zirkel des Corps Cimbria Berlin

Das Corps Cimbria wurde am 1. Dezember 1870 als akademischer Gesangverein der Studierenden an der königlich Preußischen Militär-Veterinär-Akademie gegründet. Als Farben wurde grün-silber-rot gewählt, die nicht getragen wurden. Ab 1890 wird die unbedingte Satisfaktion eingeführt, ab 1893 schließlich auch die Besprechungsmensur gestattet. Am 18. April 1910 erklärt sich Cimbria zur farbentragenden Verbindung mit roten Mützen und führt gleichzeitig die Bestimmungsmensur ein. Ab Dezember des gleichen Jahres bildet sie mit den Corps Arminia und Obotritia den S.C. der Militär-Veterinär-Akademie. Im Ersten Weltkrieg fallen 21 Cimbern.
Nach dem Krieg öffnet sich Cimbria auch für Nicht-Veterinäre und tritt am 27. Januar 1920 als renoncierendes Corps dem Rudolstädter Senioren-Convent bei, nach der endgültigen Aufnahme im Dezember 1920 wird auch das schon ab 1897 bestehende Kartell mit dem Dresdner Corps Teutonia (später Gothia) erneuert. Im Zuge der Köthener Krise tritt Cimbria 1929 aus dem RSC aus und am 23. April 1932 werden 244 Cimbern in die Burschenschaft Arminia aufgenommen. Im weiteren Verlauf traten zahlreiche Cimbern aus oder fielen im Krieg, so dass 1957 noch 80 ehemaliger Cimbern das Arminenband trugen.

### Auflösung und Neuanfang
Im Rahmen der Gleichschaltung der Studentenverbindungen durch den NSDStB musste sich auch die Arminia im Juni 1936 auflösen.
In der Folgezeit wurde die Fortführung der Verbindung als Kameradschaft Riemann – in Anlehnung an den ersten Sprecher der Urburschenschaft – versucht.
Nach dem Zweiten Weltkrieg wurde Arminia als aktive Burschenschaft im Oktober 1949 wieder errichtet. 1951 erhielt sie in Berlin-Lichterfelde ihr eigenes Haus, das jedoch 2007 verkauft wurde. Die Aktivitas besteht seit den späten 1960er Jahren in der Vertagung weiter.

### Trennung der Altherrenschaft
Nach der Wiederaufnahme des Aktivenbetriebes im Jahr 2004 trennte sich die Altherrenschaft 2006 von der Aktivitas, nachdem einige Aktive, ob ihrer politischen Ausrichtung aus dem Bund ausgeschlossen wurden, und trat im Jahr 2011 wegen des Rechtsrucks des Dachverbandes aus der DB aus. Die Aktiven gründeten mit Unterstützung einiger Alten Herren die Berliner Burschenschaft Arminia – Die Aktivitas e. V., diese verblieb in der DB und der Burschenschaftlichen Gemeinschaft und führte den Namen fort. Im Juni 2013 wurde von Mitgliedern der Aktivitas nach beendetem Studium auch wieder eine zum aktiven Bund gehörige Altherrenschaft gegründet. 2021 wurde die Aktivitas suspendiert, ein AH-Verein besteht laut Vereinsregister weiterhin.

## Couleur und Haus
Die Farben der Arminia sind die Burschenschafter- und deutschen Nationalfarben Schwarz-Rot-Gold. Die Arminia hatte in den 1920er Jahren ein Korporationshaus in Berlin-Friedenau, übernahm aber nach der Fusion mit Cimbria deren Haus in der Englischen Straße, welches im Zweiten Weltkrieg zerstört wurde. Nach dem Krieg teilte sich Arminia zunächst ein Haus mit der Burschenschaft Rugia in Dahlem, später residierte sie bis 2007 in der Holbeinstraße in Berlin-Lichterfelde. Zwischenzeitlich fanden die Veranstaltungen der Aktivitas auf dem Haus der Berliner Burschenschaft der Märker statt. Von 2010 bis 2020 verfügte die Berliner Burschenschaft Arminia (i. d. DB) wieder über ein eigenes Domizil.

## Verhältnisse
Der in der Deutschen Burschenschaft verbliebene Zweig der Arminia bildet zusammen mit den Burschenschaften Normannia Heidelberg und Germania Köln das Norddeutsche Kartell. Weiterhin besteht ein befreundetes Verhältnis zur Wiener akademischen Burschenschaft Teutonia.

## Bekannte Mitglieder
- Erich Bartsch (1890–1941), Tiermediziner, Generalveterinär der Wehrmacht
- Alfred Julius Becher (1803–1848), Professor der Musikwissenschaft in Den Haag und London, Musikkritiker in Wien
- Paul Bergholz (1845–1909), Begründer und Vorstand des meteorologischen Observatoriums in Bremen
- Dieterich von Bocholtz (1797–1861), Herr auf Niesen und Alme
- OVR Wolfgang Plaschke (1930–2021), Amtsveterinär Berlin
- Heinrich von und zu Bodman (1851–1929), Politiker
- Georg Bunsen (1794–1872), deutsch-amerikanischer Pädagoge
- Adolf Calmberg (1837–1887), Lehrer und Dichter
- Leopold von Caprivi (1797–1865), preußischer Obertribunalrat und Kronsyndikus, Mitglied des Preußischen Herrenhauses
- Ludwig Christ (1791–1876), Schweizer Jurist, Militär und Schriftsteller
- Ludwig von Cuny (1833–1898), Jurist, Hochschullehrer und nationalliberaler Politiker, Reichstagsabgeordneter, Mitglied des Preußischen Abgeordnetenhauses, Mitglied des Zollparlaments
- Kurt Dahlenburg (1889–nach 1950), Tierarzt und Mitglied des Landtages von Sachsen-Anhalt 1946–1950 (LDP)
- Georg Adolf Demmler (1804–1886), Architekt und sozialistischer Politiker, Reichstagsabgeordneter
- Hugo Dietrich (1896–1951), Rechtsanwalt und Notar
- Franz Duncker (1822–1888), Verlagsbuchhändler, Publizist, linksliberaler Politiker und Sozialreformer
- August von Ende (1815–1889), preußischer Beamter und Politiker, Mitglied der Frankfurter Nationalversammlung
- Ernst Förster (1800–1885), Maler, Kunsthistoriker und Dichter
- Rudolf von Gneist (1816–1895), Staatsrechtslehrer
- Wilhelm Grabow (1802–1874), Politiker, Präsident des preußischen Abgeordnetenhauses
- Heinrich Philipp Hedemann (1800–1872), Berliner Bürgermeister
- Albert Woldemar Hollander (1796–1868), Pädagoge
- Ludwig Jonas (1797–1859), Theologe, Mitglied der Preußischen Nationalversammlung und des Preußischen Abgeordnetenhauses
- Christian Kapp (1798–1874), badischer Politiker, Abgeordneter in der Zweiten Kammer der Badischen Ständeversammlung, im Vorparlament und der Frankfurter Nationalversammlung, Professor der Philosophie
- Julius Lessing (1843–1908), Kunsthistoriker und Museumsdirektor
- Wilhelm Adolf Lette (1799–1868), Politiker und Sozialpolitiker
- Franz Lieber (1800–1872), deutsch-amerikanischer Jurist, Publizist und Rechts- und Staatsphilosoph, Begründer der Staatswissenschaften in den USA
- Wilhelm Otto Liebmann (1806–1871), Jurist, Politiker und Mitglied der Frankfurter Nationalversammlung
- Rudolf Löwenstein (1819–1891), Redakteur beim Satireblatt  Kladderadatsch  und Dichter vieler Freiheitslieder
- Carl Eduard Moewes (1799–1851), Mitglied der Preußischen Ersten Kammer
- Paul von Nießen (1857–1937), Gymnasiallehrer und Historiker
- Karl Friedrich Passow (1798–1860), Philologe und Lehrer (Ehrenmitglied)
- Ernst Raber (1808–1852), Arzt, Mitglied der Mecklenburgischen Abgeordnetenversammlung
- Hermann von Rotenhan (1800–1858), bayerischer Parlamentarier, Vertrauter des bayerischen Königs Ludwig I. (Bayern) sowie Mitglied in der Frankfurter Nationalversammlung von 1848
- Josef Victor von Scheffel (1826–1886), Dichter und Schriftsteller sowie Mitglied in der Frankfurter Nationalversammlung von 1848
- Fritz Schneider (1838–1921), Schriftsteller und Politiker (DFP, FVp)
- Hugo Seydel (1840–1932), preußischer Politiker
- Jürgen Sonntag (* 1940), Fluchthelfer an der innerdeutschen Grenze
- Karl Spalcke (1891–1967), Generalmajor der Wehrmacht
- Felix Specht (1850–?), Richter am Reichsgericht
- Friedrich Stephany (1830–1912), Chefredakteur der Vossischen Zeitung
- Erwin Straßmann (1895–1972), Gynäkologe
- Paul Straßmann (1866–1938), Mediziner
- Johann Carl Bertram Stüve (1798–1872), Jurist und Politiker, Bürgermeister von Osnabrück, Abgeordneter der Ständeversammlung im Königreich Hannover, liberaler Innenminister des sogenannten Märzministeriums
- Karl von Wangenheim (1797–1853), Richter am Berliner Kammergericht, Mitglied der Preußischen Nationalversammlung
- Otto Wenzel (1840–1929), Journalist, Genossenschaftsdirektor, Gründungsmitglied des Reichsverbandes der Deutschen Presse
- Günther Wiens (1901–1975), Ingenieur, Präsident der Eisenbahndirektion Warschau 1943–1945
- Ernst Heinrich Zober (1799–1869), evangelischer Theologe, Historiker, Pädagoge und Stadtbibliothekar in Stralsund

Mitgliederverzeichnis:
- Willy Nolte (Hrsg.): Burschenschafter-Stammrolle. Verzeichnis der Mitglieder der Deutschen Burschenschaft nach dem Stande vom Sommer-Semester 1934. Berlin 1934. S. 1002–1003.